# Cofradía de Nuestra Señora de Begoña
La Cofradía Nuestra Señora de Begoña, cuyo nombre completo es Sacramental Cofradía de Nuestra Señora de Begoña y Hermandad Penitencial del Santo Cristo de la Humildad y Nuestra Señora de la Caridad, es una asociación privada de fieles de la Iglesia católica de Bilbao. Es una de las nueve cofradías que participan en la Semana Santa bilbaína. Tiene carácter sacramental, de gloria y de penitencia.

## Historia
Se desconoce la fecha de fundación de la cofradía. Algunas fuentes la sitúan coetáneamente con la fundación de la Anteiglesia de Begoña en época medieval, pero la primera constancia documental que se conserva de la ‘’cofradía de la Madre de Dios de Begoña’’ está fechada el 20 de agosto de 1519. Se sabe pues que la Cofradía estaba activa a principios del siglo XVI, lo que la convierte en la más antigua de la Villa.
La primera etapa de la historia de la cofradía está empañada por larga serie de conflictos y pleitos. En primer lugar con la autoridad eclesiástica, cuando los mayordomos de la cofradía se negaron a presentar sus cuentas y a elaborar constituciones. Existían desde el siglo XVI dos Cofradías homónimas, una radicada en la Anteiglesia de Begoña y la otra en la Villa de Bilbao. Tras un pleito iniciado en 1801, el real consejo decreto la fusión de ambas cofradías.
El 3 de diciembre de 1947 se funda en la Basílica la Hermandad penitencial de Nuestra Señora de Begoña como contrapartida penitencial al carácter sacramental y de gloria de la cofradía de la Madre de Dios. Surgida durante la primavera de la Semana Santa Bilbaína de mediados del siglo XX, la hermandad se caracteriza por su rigor y sobriedad. En 1949 organiza la primera Procesión del Silencio, que consistía en la realización de las visitas a los 7 monumentos en la noche del Jueves Santo, terminando la procesión al amanecer ante la Cárcel de Larringa, donde por intercesión de la cofradía se indultaba a uno o varios presos.
Los años 70 del siglo XX vieron un grave declive en las actividades de las cofradías bilbaínas, y en 1975 se suspenden las actividades de la cofradía. En 1983 una riada destruye los archivos de la cofradía, depositados en la Iglesia de San Nicolás (Bilbao). Veinte años después, en 1995, un grupo de cofrades retoma la actividad de la cofradía, aprobando nuevos estatutos ese mismo año. En 2014, el Obispo de Bilbao, D.Mario Iceta Gavicagogeascoa, aprueba nuevos estatutos y la fusión de la Cofradía de la Madre de Dios y de la Hermandad Penitencial de Begoña bajo el nombre presente.

## Actividades

### Virgen de Begoña
La Virgen de Begoña es el principal objeto de devoción de la cofradía, cuyos estatutos definen la promoción de la misma como uno de sus fines prioritarios. A lo largo del año la cofradía organiza y promueve varios actos centrados en la Virgen de Begoña
- Festividad de la Asunción, 15 de Agosto

La Basílica de Begoña está dedicada al misterio de la Asunción de María por lo que el 15 de agosto ha sido siempre una fecha importante. Durante la noche antes del día de la fiesta y a lo largo del día, varios cientos de peregrinos de todas partes de Vizcaya caminan hasta la Basílica. La cofradía colabora promoviendo la celebración de la Novena, custodiando el templo, que permanece abierto desde la noche anterior y durante todo el día y repartiendo estampas de la Virgen de Begoña.
- Festividad de la Natividad de Nuestra Señora, 8 de septiembre

La cofradía organiza una Misa Solemne ese día que también marca el aniversario de la coronación canónica de la Imagen en 1900
- Festividad de la Madre de Dios de Begoña, 11 de octubre

Es el día de la fiesta litúrgica y aniversario de la declaración canónica del patronazgo de la Virgen de Begoña sobre el Señorío de Vizcaya en 1903. La cofradía celebra el día anterior vísperas y una procesión con antorchas que partiendo de la Catedral de Bilbao termina en la Basílica de Begoña. Durante la jornada de la fiesta organiza una multitudinaria romería popular, que reúne anualmente a alrededor de 100.000 personas.
- Peregrinaciones Marianas

La cofradía ha revivido la tradición de llevar una réplica de la imagen de la Virgen de Begoña en peregrinación por localidades de Vizcaya.

### Penitenciales
- Cuaresma

Durante la Cuaresma la cofradía organiza una serie de actos en preparación de la Semana Santa, la celebración del miércoles de ceniza, del vía crucis y del besamano a la Virgen de la Caridad, así como actividades culturales como un concierto sacro y un certamen de bandas.
- Semana Santa

La cofradía participa activamente en todas las procesiones de la Semana Santa Bilbaína, particularmente en la procesión del Silencio, que organizó hasta 1975, y en su propia estación de penitencia la tarde del Domingo de Ramos con la procesión de la Caridad que recorre el barrio de Begoña. 

## Imaginería
La Cofradía de Begoña posee 3 Imágenes titulares además de otras cuatro figuras que completan el paso de misterio. Todas las esculturas han sido realizadas por el imaginero cordobés Enrique Ruiz Flores.
Santo Cristo de la Humildad realizada en 2002

Nuestra Señora de la Caridad realizada en 2003 

Virgen de Begoña Peregrina realizada en 2003 

Figuras para el paso de misterio: San Juan, 2011; Centurión Romano, 2012; Sayón y niño, 2013.